# Kankarisvesi
Kankarisvesi är en sjö i Finland. Den ligger i kommunen Jämsä i landskapet Mellersta Finland, i den södra delen av landet, 200 km norr om huvudstaden Helsingfors. Kankarisvesi ligger 97,8 meter över havet. Den är 23,6 meter djup. Arean är 8,29 kvadratkilometer och strandlinjen är 62,46 kilometer lång. I dessa uppgifter ingår även Uuhivesi i norr. Sjön  ingår i Kymmene älvs huvudavrinningsområde.  De största öarna är Vihatinsalo och Mustassaari. Sjön sträcker sig norrut från orten Jämsänkoski.

## Öar
- Runonsaari 62°00′23″N 25°05′40″Ö / 62.00633°N 25.0945°Ö
- Aittosaari 62°00′12″N 25°05′44″Ö / 62.00331°N 25.09566°Ö
- Vihatinsalo 61°59′35″N 25°07′33″Ö / 61.99296°N 25.12588°Ö
- Pitkäsaari 61°58′56″N 25°08′05″Ö / 61.98227°N 25.13469°Ö
- Kirkkosaaret 61°58′45″N 25°07′57″Ö / 61.97918°N 25.13259°Ö
- Raidansaari 61°58′45″N 25°08′23″Ö / 61.97915°N 25.13963°Ö
- Uojinsaari 61°58′29″N 25°07′50″Ö / 61.97479°N 25.13066°Ö
- Selkäsaari 61°58′27″N 25°08′09″Ö / 61.97411°N 25.13572°Ö
- Köyryssaari 61°57′44″N 25°08′59″Ö / 61.96229°N 25.14985°Ö
- Hirvisaari 61°57′37″N 25°08′12″Ö / 61.96035°N 25.13662°Ö
- Mustassaari 61°57′31″N 25°07′51″Ö / 61.95865°N 25.13072°Ö